# Tropidophis wrighti
Tropidophis wrighti är en kräldjursart som beskrevs av  Olive Griffith Stull 1928. Tropidophis wrighti är en orm som ingår i släktet Tropidophis, och familjen Tropidophiidae. Inga underarter finns listade i Catalogue of Life.

## Utbredning
T. wrighti är en art som är förekommer endemiskt på östra Kuba.